# Воинское кладбище № 390 (Могила)
Воинское кладбище № 390 (пол. Cmentarz wojenny nr 390) — воинское кладбище, которое занимает отдельный квартал на Могильском кладбище в краковском районе Нова-Хута, Польша. Некрополь входил в группу Западногалицийских воинских захоронений времён Первой мировой войны. На кладбище были похоронены военнослужащие Австро-Венгерской армии, погибшие в 1914 году во время Первой мировой войны.

## История
Кладбище было основано Департаментом воинских захоронений К. и К. военной комендатуры в Кракове в 1914 году. Некрополь спроектировал австрийский архитектор Ганс Майр.На кладбище похоронены 71 австрийских солдат, из которых 38 человек погибли во время взрыва на складе амуниции Краковской крепости.

## Источник
- Oktawian Duda: Cmentarze I wojny światowej w Galicji Zachodniej. Warszawa: Ośrodek Ochrony Zabytkowego Krajobrazu, 1995. ISBN 83-85548-33-5.
- Roman Frodyma Galicyjskie Cmentarze wojenne t. II Okolice Tarnowa (Okręgi V—VII), Oficyna Wydawnicza «Rewasz», Pruszków 1998, ISBN 83-85557-38-5